# Шасла, Шарль

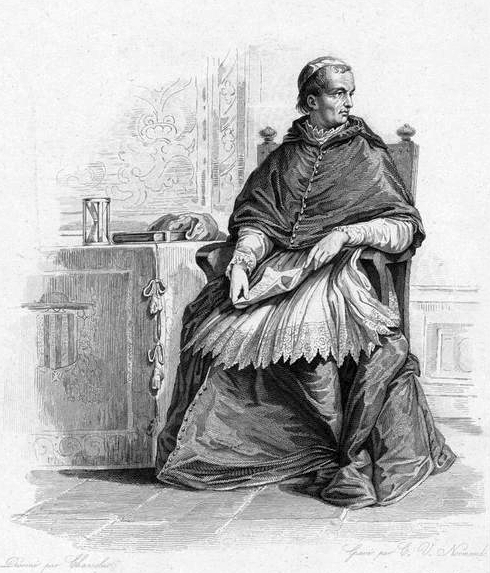
Кардинал Жорж Амбуаз с гравюры Шарля Шасла

Шарль Шасла́ (фр. Charles-Abraham Chasselat; 1782—1843) — французский исторический живописец.

## Биография
Родился в 1782 году в Париже в семье художника Пьера Шасла.
Живописи учился у своего отца и у Франсуа-Андре Венсана. Выставлялся с 1812 года.
Также занимался иллюстрированием произведений Вольтера, Расина, Мольера и других авторов. Был принят на службу для написания картин с государственных церемониалов; в числе таких работ — «Похороны Людовика XVIII» и «Коронация Карла X».
Его сын — Анри Шасла (фр. Henri Jean Saint-Ange Chasselat, 1813—1880), тоже стал художником, был учеником Гийон-Летьера.
Умер в 1843 году в Париже.